# Elvira Possekel
Elvira Possekel, född den 11 april 1953 i Köln, Nordrhein-Westfalen, Västtyskland, är en västtysk friidrottare inom kortdistanslöpning.
Han tog OS-silver på 4 x 100 meter vid friidrottstävlingarna 1976 i Montréal. 